# John Williams (chitarrista)
John Christopher Williams (Melbourne, 24 aprile 1941) è un chitarrista e compositore australiano.

## Biografia
È uno dei più conosciuti maestri della chitarra classica. Il suo primo insegnante fu suo padre. All'età di dodici anni si recò in Italia per studiare con Andrés Segovia. Più tardi, frequentò il Royal College of Music a Londra.
Williams è conosciuto soprattutto come chitarrista classico, ma ha esplorato varie tradizioni musicali differenti. Ha collaborato con Julian Bream e Paco Peña ed è stato uno dei membri del gruppo fusion Sky. È anche compositore e arrangiatore.
Williams ha commissionato concerti a compositori come Stephen Dodgson, André Previn, Richard Harvey e Steve Gray. Ha lavorato anche con compositori nati in Australia come lui, inclusi Phillip Houghton, Peter Sculthorpe e Nigel Westlake, per creare opere chitarristiche che catturassero lo spirito della sua terra natale.
Ha conosciuto il successo mondiale grazie alla sua registrazione della Cavatina di Stanley Myers, usato come tema per il film Il cacciatore, premiato con l'Oscar.
Nel 1993 la Sony Classical ha prodotto una registrazione video sul chitarrista, intitolata "The Seville Concert and The Film Profile", la prima parte propone la registrazione di alcuni brani effettuati all'interno dell'Alcázar di Siviglia, la seconda è invece una biografia di John Williams partendo dagli esordi giovanili, in cui egli racconta la propria vita, inframmezzando il video con numerosi proponimenti musicali di autori come Bach, Albéniz, Agustín Barrios e Stanley Myers.
Uno dei nonni materni di Williams è cinese.

## Discografia
- 1958 - Guitar Recital Volumes 1 & 2, (Delysé)
- 1961 - A Spanish Guitar, (Westminster)
- 1961 - Folk-Songs, (L'Oiseau-Lyre)
- 1963 - Jacqueline du Pré: Recital, (EMI)
- 1963 - Twenty Studies for Guitar, (Westminster)
- 1964 - CBS [Columbia] Records Presents John Williams, (CBS)
- 1965 - Two Guitar Concertos Rodrigo and Castelnuovo-Tedesco, (CBS)
- 1965 - Virtuoso Music For Guitar, (CBS)
- 1967 - More Virtuoso Music for Guitar, (CBS)
- 1968 - Haydn and Paganini, (CBS)
- 1968 - Two Guitar Concertos (Rodrigo and Dodgson), (CBS)
- 1969 - Concertos by Vivaldi and Giuliani, (CBS)
- 1969 - Songs for Voice and Guitar, (CBS)
- 1969 - Virtuoso Variations for Guitar, (CBS)
- 1970 - Webern: Complete Works, (CBS/Philips)
- 1970 - John Williams Plays Spanish Music, (CBS)
- 1971 - 200 Motels, (United Artists)
- 1971 - Changes, (Cube Records)
- 1971 - Music for Guitar and Harpsichord, (CBS)
- 1971 - Songs of Freedom Maria Farantouri - Theodorakis, (CBS)
- 1971 - The Raging Moon, (EMI)
- 1972 - Previn and Ponce Concertos, (CBS)
- 1972 - Gowers Chamber Concerto, Scarlatti, Sonatas (CBS)
- 1972 - Together (a.k.a. Julian and John), (RCA)
- 1973 - Music from England, Japan, Brazil, Venezuela, Argentina and Mexico, (CBS)
- 1973 - The Height Below, (Cube Records)
- 1974 - Rhapsody, (CBS)
- 1974 - Rodrigo & Villa-Lobos, (CBS)
- 1974 - Together Again (a.k.a. Julian and John 2), (RCA)
- 1975 - Bach: Complete Lute Music, (CBS)
- 1976 - Best Friends, (RCA)
- 1976 - Duos, (CBS)
- 1976 - John Williams and Friends, (CBS)
- 1977 - Castelnuovo-Tedesco, Arnold and Dodgson Concertos, (CBS)
- 1977 - John Williams ~ Barrios, (CBS)
- 1977 - Mermaid Frolics, (Polydor)
- 1977 - The Sly Cormorant Argo, (Decca)
- 1978 - Malcolm Arnold and Leo Brouwer Concertos, (CBS)
- 1978 - Manuel Ponce, (CBS)
- 1978 - Stevie, (CBS)
- 1978 - Travelling, (Cube Records)
- 1979 - Julian Bream & John Williams Live, (RCA)
- 1979 - Sky, (Ariola)
- 1979 - The Deer Hunter, (Capitol)
- 1979 - The Secret Policeman's Ball, (Island)
- 1980 - Guitar Quintets, (CBS)
- 1980 - Sky 2, (Ariola)
- 1981 - Echoes of Spain - Albeniz, (CBS)
- 1981 - Sky 3, (Ariola)
- 1982 - John Williams and Peter Hurford Play Bach, (CBS)
- 1982 - Just Guitars: A Concert in Aid of The Samaritans, (CBS)
- 1982 - Portrait of John Williams, (CBS/Sony)
- 1982 - Sky Forthcoming, (Ariola)
- 1983 - Sky Five Live, (Ariola)
- 1983 - Cadmium ..., (Ariola)
- 1983 - Let The Music Take You, (CBS/QNote)
- 1983 - The Guitar is the Song: A Folksong Collection, (CBS/Sony)
- 1983 - The Honorary Consul Island, (single)
- 1984 - Rodrigo, (CBS)
- 1985 - Bach, Händel, Marcello: Concertos, (CBS/Sony)
- 1985 - Hounds of Love, (EMI Manhattan)
- 1986 - Classic Aid: Concert in Aid of The UNHCR, (CBS)
- 1986 - Echoes of London, (CBS)
- 1987 - Emma's War, (Filmtrax)
- 1987 - Fragments of a Dream, (CBS/Sony)
- 1987 - Paul Hart Concerto for Guitar and Jazz Orchestra, (CBS/Sony)
- 1988 - A Fish Called Wanda, (Milan)
- 1988 - The Baroque Album, (CBS/Sony)
- 1989 - Spirit of the Guitar: Music of the Americas, (CBS/Sony)
- 1990 - Leyenda, (con Inti-Illimani e Paco Peña)
- 1990 - Vivaldi Concertos (Sony)
- 1992 - Takemitsu, (Sony)
- 1992 - Iberia, (Sony)
- 1993 - The Seville Concert, (Sony)
- 1993 - Together (Expanded Edition on CD),  (RCA)
- 1993 - Together Again (Expanded Edition on CD),  (RCA)
- 1994 - From Australia, (Sony)
- 1994 - The Great Paraguayan (From The Jungles of Paraguay), (Sony)
- 1995 - George Martin presents the Medici Quartet, (Classic FM)
- 1996 - Concertos by Harvey and Gray, (Sony)
- 1996 - John Williams Plays the Movies (and The World of John Williams), (Sony)
- 1996 - The Mantis & the Moon, (Sony)
- 1997 - Great Expectations, (Atlantic)
- 1997 - The Black Decameron, (Sony)
- 1998 - In My Life, (MCA)
- 1998 - The Guitarist, (Sony)
- 1999 - Schubert and Giuliani, (Sony)
- 1999 - Plague and the Moonflower, (Altus)
- 1999 - The Prayer Cycle, (Sony)
- 1999 - When Night Falls, (Sony)
- 2001 - Perpetual Motion, (Sony)
- 2001 - The Magic Box, (Sony)
- 2003 - El Diablo Suelto, (Sony)
- 2003 - The Guitarist (Expanded Edition), (Sony)
- 2003 - The Seville Concert (Expanded Edition), (Sony)
- 2004 - Rosemary and Thyme, (Sanctuary Classics)
- 2005 - Bryn Terfel: Simple Gifts, (Deutsche Grammophon)
- 2005 - Testament, (BBC/Testament)
- 2006 - Great Performances: Bach Lute Suites, (Sony)
- 2006 - John Williams & John Etheridge: Places Between, (Sony)
- 2008 - Pure Acoustic, (West One Music)
- 2008 - From a Bird, (JCW)
- 2014 - Stepping stones, (JCW)
- 2014 - Concerto, (JCW)